# DJ Paul
Paul Duane Beauregard (* 13. října 1977[zdroj?]), známější pod jménem DJ Paul, je americký rapper, hudební producent, DJ, skladatel a bavič z Memphisu v Tennessee. Je zakladatelem hip hopové skupiny Three Six Mafia a nevlastní bratr zesnulého rappera Lorda Infamouse.
DJ Paul započal svou kariéru na konci 80. let 20. století jako DJ, který vydal několik solo tapeů a tři studiová alba s Lordem Infamousem jako uskupení The Serial Killaz. Po seznámení s Juicy J založila tato trojice skupinu Three Six Mafia, s níž sklidili největší úspěch během 90. let dvacátého a prvního desetiletí 21. století. Jejich album z roku 2000, When the Smoke Clears: Sixty 6, Sixty 1, se umístilo na šestém místě v žebříčku Billboard a bylo oceněno jako platinové. V roce 2003 následovalo album Da Unbreakables a Most Known Unknown o dva roky později, obě dosáhla stejného komerčního úspěchu. V roce 2006 vyhráli DJ Paul, Juicy J, Crunchy Black a Frayser Boy cenu za nejoriginálnější skladbu za "It's Hard out Here for a Pimp" z filmu Hustle & Flow. DJ Paul vydal také tři sólová alba a složil soundtracky ke dvěma filmům. Spolu s ostatními členy Three Six Mafia je pokládán za zakladatele crunkového hudebního stylu.
Mimo hudbu také podniká v oblasti filmové produkce a nemovitostí. Založil svůj vlastní nahrávací label Scale-A-Ton Entertainment a také je spolumajitelem firmy se značkovým oblečením Dangerus / Skandulus.

## Diskografie
- Underground Volume 16: For Da Summa (2002)
- Scale-A-Ton (2009)
- A Person of Interest (2012)
- Volume 16: The Original Masters (2013)
- Master of Evil (2015)
- YOTS: Year of the Six Pt. 1 (2016)
- YOTS: Year of the Six Pt. 2 (2016)
- Underground Volume 17: For Da Summa (September 15, 2017)